# 陈秋安
陈秋安（1889年2月16日—1969年10月），曾用名陈佩蓝，广东南海人，中华人民共和国政治人物、企业家。

## 生平

### 民国时期
陈秋安幼年在乡读九江小学，后又考入广州岭南中学，之后自费赴美，考入密歇根大学，读政治经济学。1915年，毕业后返国。1916年，在香港华英书院，教授英文和世界历史。1919年回广州，改业与弟陈鲠斧筹建进出口公司，改名广利洋行，担任广利洋行为经理，负责矿砂出口业务不久又与其叔陈巨川组织广钜安矿务有限公司，以陈巨川为总理，并负责在江西设站收购钨砂和其它矿砂，经过选洗后运到香港或上海出口。当时在江西收购钨砂转运到香港和上海沽与洋行出口的公司共有数家，但各家资金不甚雄厚，运到香港或上海后必须立即沽出得回现款以周转资金，因此，常被洋商操纵压价、利润不大，有时甚至亏本。各公司认为互相竞争不是办法，因此联合组织利济公司并大量获益。但因越华方梁丽廷提出他们应占的份额要与广钜安与华记一样，遭到拒绝；梁丽廷与官僚程鸿轩、程天固等另组建兴公司，利用当时南京政府势力如古应芬、邹鲁等向江西政府取得购运钨砂的专利权，取代利济公司，并利用这权力把利济公司未运离江西之钨砂全部扣留。陈秋安的广利洋行陷入旷日持久的诉讼最终经营失败。
1930年，陈秋安到南京国民政府铁道部购料委员会任常务委员。1932年，任广州岭南大学董事兼博济医院董事、产业管理委员会委员。1934年，到广西，先后任广西省政府财政厅主任秘书、广西贸易处驻港经理。1941年日军攻占香港后，避难梧州，经营商业，后任重庆国民政府财政部贸易委员会广西办事处主任，负责由广西至越南出口桐油。后应越南华侨之聘，任益华公司香港分公司经理。一年后，辞去该职，1945年，抗日战争结束后，陈秋安应广州岭南大学校长李应霖邀请，于1946年任经济系教授，讲授近代经济史。
1947年，陈秋安与中山大学教授欧其伟两人各取一字，在香港九龙荃湾成立了“其安化学工业社”，生产冰片。建社初期，只有工程师两名，工人两名，是一间简陋的作坊式的小手工场。1948年，陈秋安为研制用人工合成的方法生产冰片，增添设备、邀请张孝杰合作，在年底终于研制成功并生产出第一批由人工合成的冰片，其安化学工业社也是人工合成的方法生产冰片的首家中国工厂。因冰片洁白晶莹，商标定为“白雪牌”。
1948年8月，他在香港加入中国民主促进会，参与民进港九分会，任常务理事和召集人，孟新江、司马文森、陈秋安、林伯子、王幸生、梁园、梁纯夫、徐力衡、谢加因为第一届理事。1948年底，马叙伦、王绍鏊离开香港，港九分会交由陈秋安负责，他把港九分会成员名单和档案转移到九龙牛池湾其安化学工业社内。1949年，民进港九分会改称为民进华南分会。

### 共和国时期
1949年解放军攻占广州后，陈秋安即把其安化学工业社搬回广州，在丛桂路27号开业，并改名为“私营其安化工厂”。在香港的部分华南分会的理事和会员陈芦荻、谢加因、梁纯夫、范兴登等也先后到达广州，继续以民进华南分会的名义开展工作。1950年4月，中国民主促进会第一次全国代表大会在北京举行。陈秋安等四人代表民进华南分会出席了大会，陈秋安是大会主席团成员。会上被推选为民进第三届中央理事会理事。同年8月17日，成立民进广州市分会筹备委员会，陈秋安任主任委员。1952年2月，华南分会筹委会进行了改组，许崇清为筹委会主任委员，陈秋安、陆向苍、李燮华为筹委会副主任委员。1953年2月，民进广州市分会第一次会员大会选举产生了民进广州市第一届理事会，许崇清任主任理事，陈秋安、李燮华任副主任理事。
1955年，广州市召开第一届政协会议，陈秋安出任中国人民政治协商会议广州市委员会副主席。1956年2月陈秋安以其安厂为基点，并入新大、立基、鲜明、艾素、苏均陶等化工社，厂名改为“公私合营其安化工厂”。1957年1月，民进广州市委员会召开第二次会员大会，陈秋安当选为民进广州市委员会副主任委员。1958年12月，民进第五届中央委员会全体会议选举陈秋安为中央常务委员。1962年至1965年，任广州市副市长。1969年因病逝世。